# 圣马里尼亚 (加亚新城)
圣马里尼亚（葡萄牙語：Santa Marinha）是葡萄牙波尔图区的一个堂区。总面积6平方公里，总人口30758人，人口密度5126.3人/平方公里。

## 友好城市
- 法國 小克维伊